# Укермарк (район)

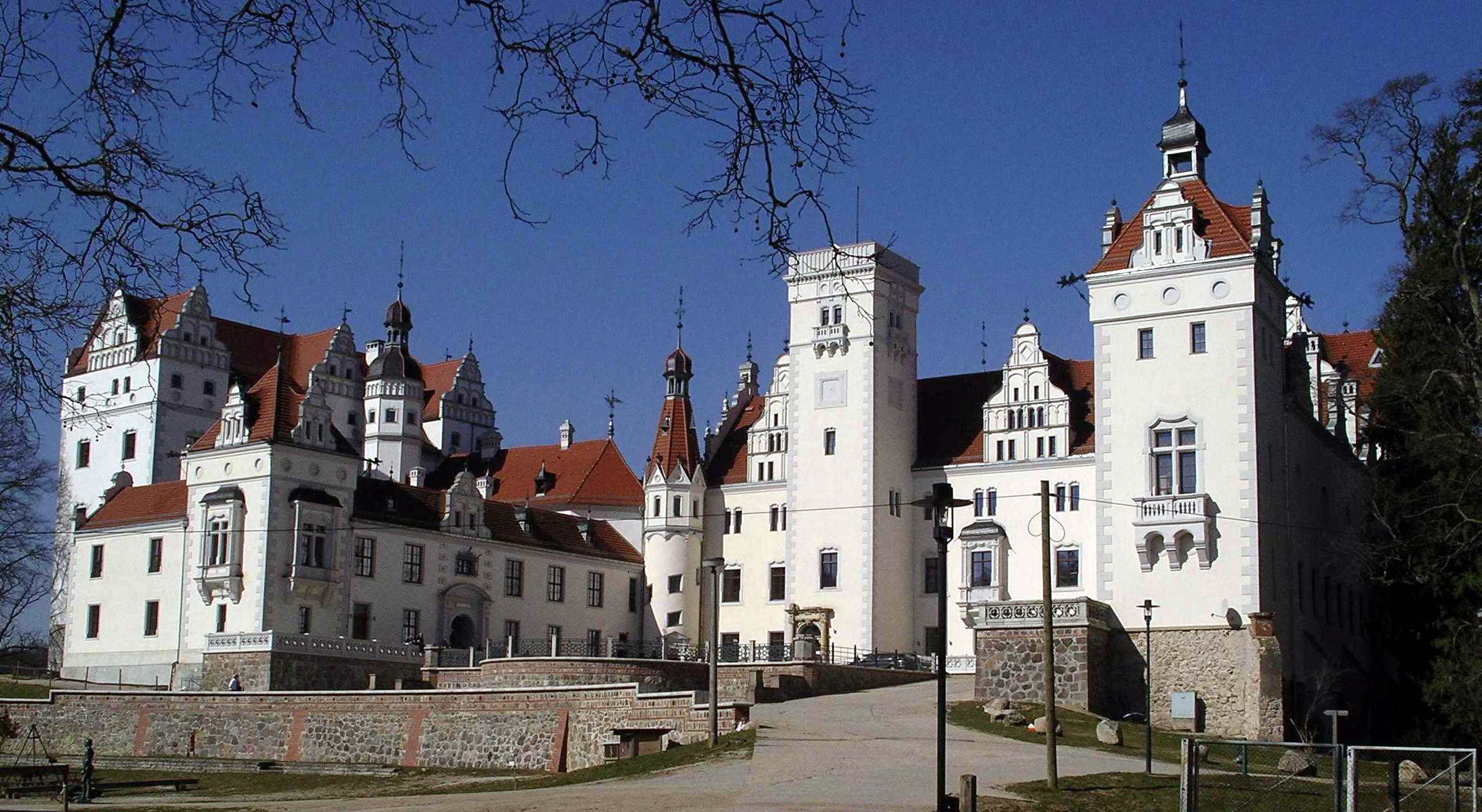
Замок Бойценбург є однією з найвідоміших місцевих пам'яток

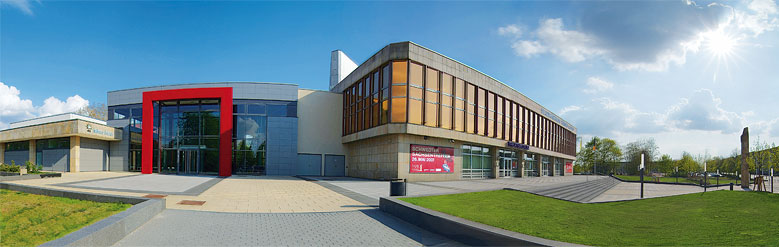
Театр у Шведті - найбільшому по населенню місті району

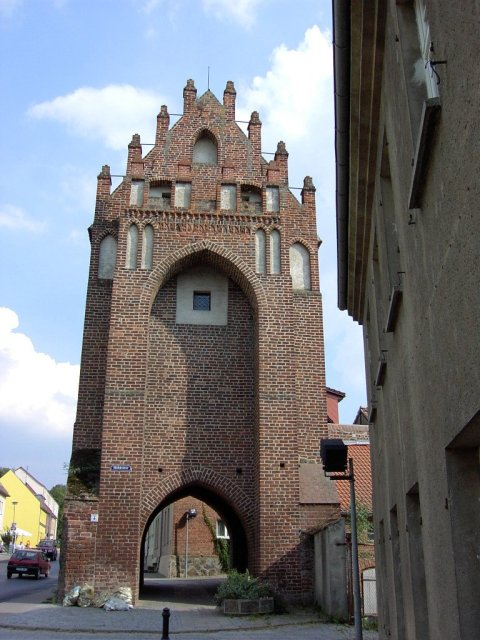
Мюлентор у Темпліні - третьому по населенню місті району

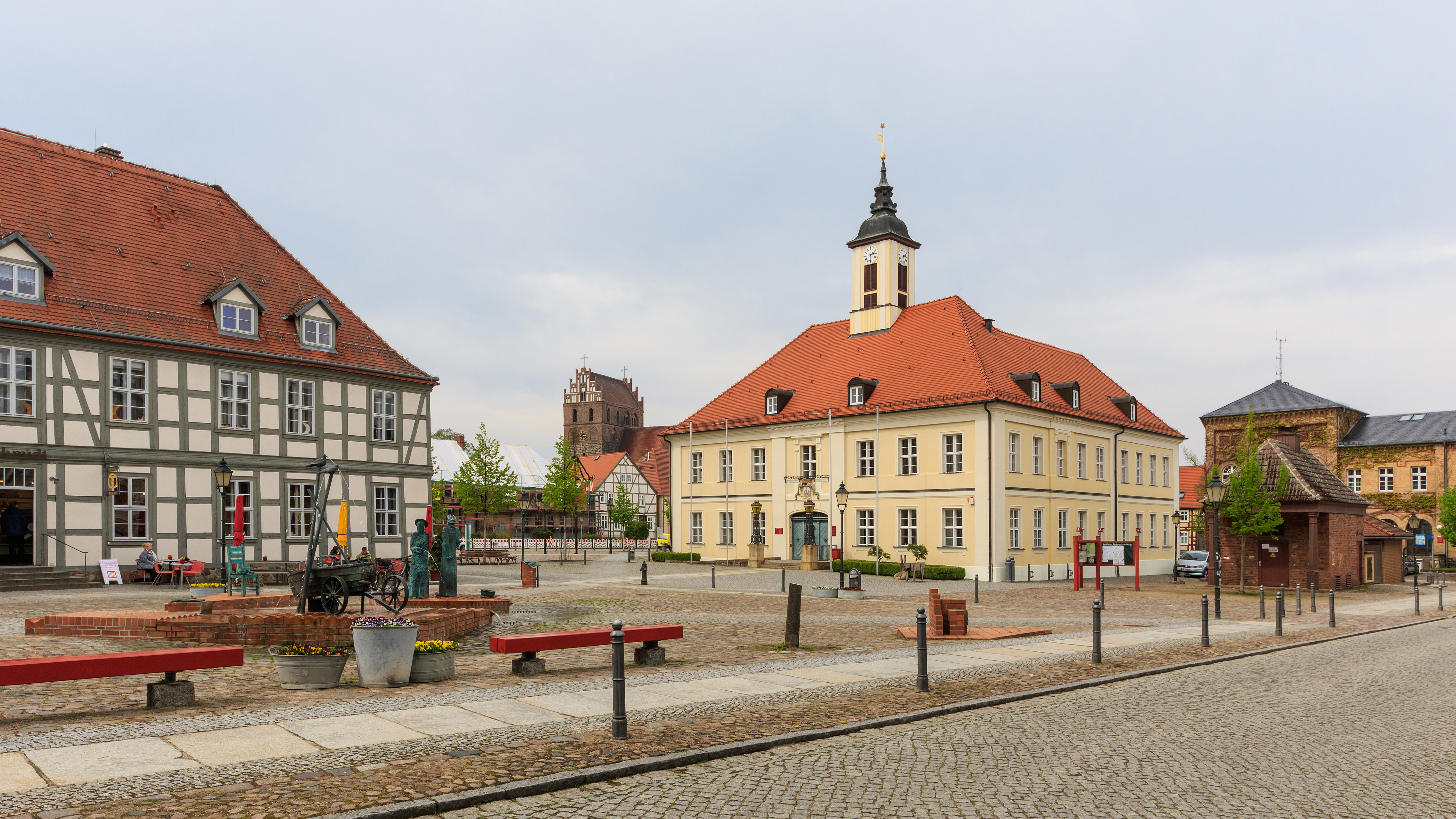
Площа ринок в Ангермюнде - четвертому по населенню місті району

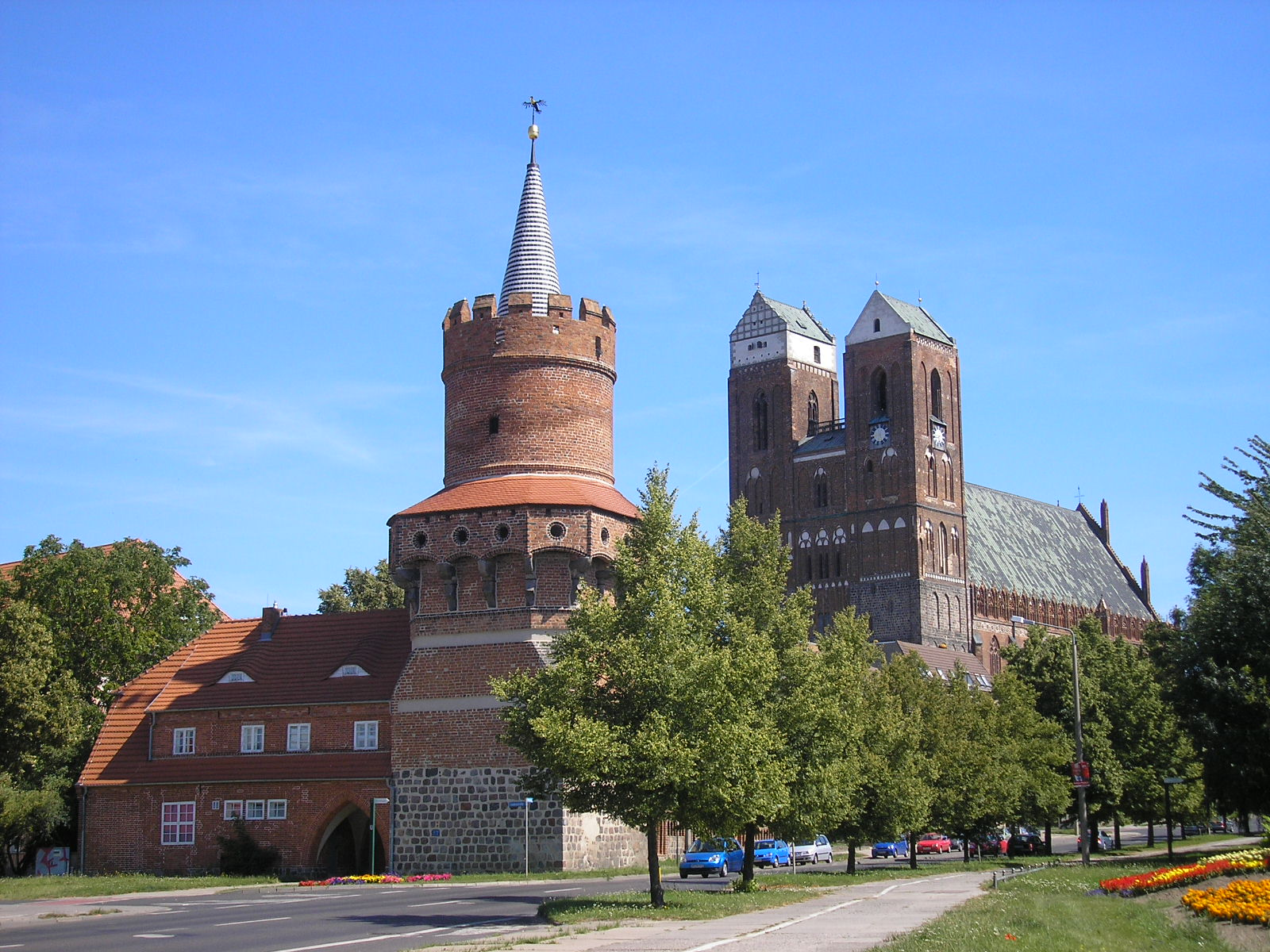
Пренцлау - адміністративний центр району

Уккермарк (нім. Landkreis Uckermark) — район/провінція (земельний повіт) в землі Брандебург в Німеччині. Назва походить від слов'янського племені укрів, що мешкали на цих теренах з VI століття. У цьому регіоні протікає також річка Укра. Це найпівнічніший район землі.
Центральний регіон — місто Пренцлау. Регіон входить до землі Бранденбург. Займає площу 3058 км². Населення району становить 113 011 осіб (станом на 31 грудня 2020). Щільність населення 43 осіб/км². Офіційний код регіону 12 0 73.
Регіон розділяється на 34 общини.

## Міста й муніципалітети
1. Шведт (34 197)
2. Пренцлау (20 149)
3. Темплін (16 473)
4. Ангермюнде (14 366)
5. Нордвестуккермарк (4773)
6. Бойценбургер-Ланд (3701)
7. Ліхен (3547)
8. Уккерланд (3043)

Управління Брюссов (Уккермарк)
1. Брюссов (2056)
2. Гериц (823)
3. Кармцов-Валльмов (673)
4. Шенфельд (632)
5. Шенкенберг (596)

Управління Гарц (Одер)
1. Гарц (2478)
2. Казеков (2152)
3. Хоензельхов-Грос-Піннов (850)
4. Мешерін (793)
5. Тантов (774)

Управління Герсвальде
1. Герсвальде (1683)
2. Мільмерсдорф (1642)
3. Фліт-Штегеліц (640)
4. Теммен-Рінгенвальде (631)
5. Міттенвальде (394)

Управління Грамцов
1. Грамцов (1995)
2. Оберуккерзе (1787)
3. Рандовталь (1058)
4. Уккерфельде (1044)
5. Грюнов (928)
6. Цихов (615)

Управління Одер-Вельзе
1. Пассов (1585)
2. Беркхольц-Майенбург (1275)
3. Марк-Ландін (1110)
4. Піннов (906)
5. Шенеберг (854)

(30 вересня 2010)

## Демографія
| Рік  | Населення |
| ---- | --------- |
| 1990 | 170.409   |
| 1991 | 165.542   |
| 1992 | 165.115   |
| 1993 | 163.719   |
| 1994 | 162.022   |

| Рік  | Населення |
| ---- | --------- |
| 1995 | 160.310   |
| 1996 | 159.029   |
| 1997 | 157.663   |
| 1998 | 155.723   |
| 1999 | 154.086   |

| Рік  | Населення |
| ---- | --------- |
| 2000 | 151.740   |
| 2001 | 148.606   |
| 2002 | 145.715   |
| 2003 | 143.411   |
| 2004 | 141.454   |

| Рік  | Населення |
| ---- | --------- |
| 2005 | 139.326   |
| 2006 | 137.378   |
| 2007 | 134.958   |
| 2008 | 132.837   |
| 2009 | 131.115   |

| Рік  | Населення |
| ---- | --------- |
| 2010 | 129.738   |
| 2011 | 123.731   |
| 2012 | 122.484   |
| 2013 |           |
| 2014 |           |